# Esa Tikkanen
Pour les articles homonymes, voir Tikkanen.
Temple de la renommée finlandais : 2004
Esa Tikkanen (né le 25 janvier 1965 à Helsinki en Finlande) est un joueur professionnel de hockey sur glace qui joua dans la Ligue nationale de hockey pour les Oilers d'Edmonton, les Rangers de New York, les Blues de Saint-Louis, les Devils du New Jersey, les Canucks de Vancouver, les Panthers de la Floride et les Capitals de Washington, remportant cinq fois la Coupe Stanley.

## Les débuts
Esa Tikkanen entama sa carrière de hockeyeur dans son enfance avec le club du Jokerit Helsinki, en tant que joueur et mascotte du club. Après avoir passé un an au Canada avec les Blues de Regina de la Saskatchewan Junior Hockey League et les Pats de Regina de la Ligue de hockey de l'Ouest en 1981-1982, il revint en Finlande, mais se rendit compte qu'il n'y avait plus de place pour lui au sein du Jokerit. Il signa alors avec le HJK, puis un peu plus tard avec le grand rival du Jokerit, le HIFK. Tikkanen fut repêché par les Oilers au quatrième tour, 80e au total du repêchage d'entrée dans la LNH 1983. En 1984-1985, il disputa 36 matches avec le HIFK avant de se joindre aux Oilers pour les séries de 1985. Il joua brièvement dans la Ligue américaine de hockey pour les Oilers de la Nouvelle-Écosse en 1985-1986 avant de devenir un membre régulier de l'équipe première des Oilers.

## Carrière de la LNH

### Avec les Oilers
Esa Tikkanen devint rapidement un élément clé chez les Oilers, jouant au sein du premier trio avec son compatriote Jari Kurri et Wayne Gretzky. Le rôle de Gretzky et de Kurri était de compter des buts; Tikkanen, lui, s'acquittait du travail défensif du trio. Il excellait dans l'art de déranger et de mélanger l'adversaire avec ce qui est devenu célèbre comme étant le « Tiki-Talk ». Entre 1986 et 1990, Tikkanen marqua 30 buts ou plus trois fois et remporta autant de fois la Coupe Stanley (1987, 1988 et 1990).

### L'ère post-Oilers
En mars 1993, Tikkanen est échangé aux Rangers de New York contre Doug Weight. Il remporta avec ces derniers la Coupe Stanley en 1994; ce même été, il fut cédé avec Doug Lidster aux Blues de Saint-Louis en retour de Petr Nedved.
Un lock-out retardant le début de la saison 1994-1995, Tikkanen retourna en Finlande pour jouer avec le HIFK, avant de se joindre aux Blues de Saint-Louis lorsque le conflit de travail de la LNH prit fin. La saison suivante, au bout de 11 matches, il fut échangé aux Devils du New Jersey; il ne fallut que trois semaines avant qu'il ne fasse à nouveau ses valises, étant cette fois transféré aux Canucks de Vancouver.
En 1996-1997, Tikkanen se retrouve encore une fois échangé, cette fois retournant chez les Rangers. Il apporta une contribution offensive modeste en fin de saison régulière, mais il explosa littéralement en séries, marquant 9 buts en 15 matches, un de moins que Gretzky, qui menait l'équipe à ce chapitre. New York élimina les Panthers de la Floride puis les Devils avant d'être victime des Flyers de Philadelphie en finale de l'association de l'Est.
À 32 ans, Tikkanen devint agent libre à l'été 1997 ; il choisit de signer avec les Panthers. Pour faire changement, ce séjour fut de courte durée; en mars 1998, il n'avait pris part qu'à 28 matches et était cédé aux Capitals de Washington en retour de Dwayne Hay. Il participa à chacun des 21 matches post-saison des Caps, les aidant à atteindre la finale de la Coupe Stanley. Les Caps furent balayés en quatre matches par les Red Wings de Détroit. Ce fut la dernière saison complète de Tikkanen dans la LNH. Il se rejoint pour une 3e fois aux Rangers à l'été comme agent libre, mais une blessure en cours de saison le mit à l'écart du jeu; il choisit de ne pas revenir au jeu.

## L'après LNH
Tikkanen se joint au Jokerit en 1999 après avoir tenté sa chance au camp d'entraînement des Oilers. Le club termina second de la SM-liiga. La saison suivante, il signe avec le Moskitos Essen de la DEL avant de finalement prendre sa retraite en 2001.
Esa Tikkanen refit surface en 2004, ayant accepté le poste de joueur-entraîneur avec l'Anyang Halla, club sud-coréen de l'Asia League. Il prédit que lui et ses compagnons de ligne Vesa Ponto et Marko Poulsen termineraient 1-2-3e marqueurs, mais force lui fut de reconnaitre qu'il avait tort, terminant quatrième ex aequo de son équipe avec 8 buts et 17 passes en 30 matches. Il finit 29e de la ligue et ne parvint même pas à faire partie des 30 meilleurs de la ligue au chapitre des points. Halla termina cinquième de la ligue et rata les séries.
Au terme de cette saison, Tikkanen prit les rênes des Frisk Tigers du Championnat de Norvège de hockey sur glace. Il n'y fut entraîneur-chef que pour une saison.

## Statistiques
| Saison     | Équipe                       | Ligue       |     | Saison régulière | Saison régulière | Saison régulière | Saison régulière | Saison régulière |    | Séries éliminatoires | Séries éliminatoires | Séries éliminatoires | Séries éliminatoires | Séries éliminatoires |
| Saison     | Équipe                       | Ligue       | PJ  | B                | A                | Pts              | Pun              | PJ               | B  | A                    | Pts                  | Pun                  |                      |                      |
| 1981-1982  | Pats de Regina               | WHL         | 2   | 0                | 0                | 0                | 0                | --               | -- | --                   | --                   | --                   |                      |                      |
| 1981-1982  | Regina Pat Blues             | SJHL        | 59  | 38               | 37               | 75               | 216              | -                | -  | -                    | -                    | -                    |                      |                      |
| 1982-1983  | HIFK                         | SM-liiga    | --  | --               | --               | --               | --               | 1                | 0  | 0                    | 0                    | 2                    |                      |                      |
| 1983-1984  | HIFK                         | SM-liiga    | 36  | 19               | 11               | 30               | 30               | 2                | 0  | 0                    | 0                    | 0                    |                      |                      |
| 1984-1985  | HIFK                         | SM-liiga    | 36  | 21               | 34               | 55               | 42               | --               | -- | --                   | --                   | --                   |                      |                      |
| 1984-1985  | Oilers d'Edmonton            | LNH         | --  | --               | --               | --               | --               | 3                | 0  | 0                    | 0                    | 2                    |                      |                      |
| 1985-1986  | Oilers de la Nouvelle-Écosse | LAH         | 15  | 4                | 8                | 12               | 17               | --               | -- | --                   | --                   | --                   |                      |                      |
| 1985-1986  | Oilers d'Edmonton            | LNH         | 35  | 7                | 6                | 13               | 28               | 8                | 3  | 2                    | 5                    | 7                    |                      |                      |
| 1986-1987  | Oilers d'Edmonton            | LNH         | 76  | 34               | 44               | 78               | 120              | 21               | 7  | 2                    | 9                    | 22                   |                      |                      |
| 1987-1988  | Oilers d'Edmonton            | LNH         | 80  | 23               | 51               | 74               | 153              | 19               | 10 | 17                   | 27                   | 72                   |                      |                      |
| 1988-1989  | Oilers d'Edmonton            | LNH         | 67  | 31               | 47               | 78               | 92               | 7                | 1  | 3                    | 4                    | 12                   |                      |                      |
| 1989-1990  | Oilers d'Edmonton            | LNH         | 79  | 30               | 33               | 63               | 161              | 22               | 13 | 11                   | 24                   | 26                   |                      |                      |
| 1990-1991  | Oilers d'Edmonton            | LNH         | 79  | 27               | 42               | 69               | 85               | 18               | 12 | 8                    | 20                   | 24                   |                      |                      |
| 1991-1992  | Oilers d'Edmonton            | LNH         | 40  | 12               | 16               | 28               | 44               | 16               | 5  | 3                    | 8                    | 8                    |                      |                      |
| 1992-1993  | Oilers d'Edmonton            | LNH         | 66  | 14               | 19               | 33               | 76               | --               | -- | --                   | --                   | --                   |                      |                      |
| 1992-1993  | Rangers de New York          | LNH         | 15  | 2                | 5                | 7                | 18               | --               | -- | --                   | --                   | --                   |                      |                      |
| 1993-1994  | Rangers de New York          | LNH         | 83  | 22               | 32               | 54               | 114              | 23               | 4  | 4                    | 8                    | 34                   |                      |                      |
| 1994-1995  | Blues de Saint-Louis         | LNH         | 43  | 12               | 23               | 35               | 22               | 7                | 2  | 2                    | 4                    | 20                   |                      |                      |
| 1994-1995  | HIFK                         | SM-liiga    | 19  | 2                | 11               | 13               | 16               | --               | -- | --                   | --                   | --                   |                      |                      |
| 1995-1996  | Blues de Saint-Louis         | LNH         | 11  | 1                | 4                | 5                | 18               | --               | -- | --                   | --                   | --                   |                      |                      |
| 1995-1996  | Devils du New Jersey         | LNH         | 9   | 0                | 2                | 2                | 4                | --               | -- | --                   | --                   | --                   |                      |                      |
| 1995-1996  | Canucks de Vancouver         | LNH         | 38  | 13               | 24               | 37               | 14               | 6                | 3  | 2                    | 5                    | 2                    |                      |                      |
| 1996-1997  | Canucks de Vancouver         | LNH         | 62  | 12               | 15               | 27               | 66               | --               | -- | --                   | --                   | --                   |                      |                      |
| 1996-1997  | Rangers de New York          | LNH         | 14  | 1                | 2                | 3                | 6                | 15               | 9  | 3                    | 12                   | 26                   |                      |                      |
| 1997-1998  | Panthers de la Floride       | LNH         | 28  | 1                | 8                | 9                | 16               | --               | -- | --                   | --                   | --                   |                      |                      |
| 1997-1998  | Capitals de Washington       | LNH         | 20  | 2                | 10               | 12               | 2                | 21               | 3  | 3                    | 6                    | 20                   |                      |                      |
| 1998-1999  | Rangers de New York          | LNH         | 32  | 0                | 3                | 3                | 38               | --               | -- | --                   | --                   | --                   |                      |                      |
| 1999-2000  | Jokerit Helsinki             | SM-liiga    | 43  | 10               | 13               | 23               | 85               | 11               | 1  | 6                    | 7                    | 10                   |                      |                      |
| 2000-2001  | ESC Moskitos Essen           | DEL         | 46  | 8                | 21               | 29               | 81               | --               | -- | --                   | --                   | --                   |                      |                      |
| 2004-2005  | Anyang Halla                 | Asia League | 30  | 8                | 17               | 25               | 58               | --               | -- | --                   | --                   | --                   |                      |                      |
| Totaux LNH | Totaux LNH                   | Totaux LNH  | 877 | 244              | 386              | 630              | 1077             | 186              | 72 | 60                   | 132                  | 275                  |                      |                      |

## Accomplissements et faits notables
Tikkanen remporta au total cinq fois la Coupe Stanley, quatre avec les Oilers et une avec les Rangers. Il était un spécialiste des séries, et les équipes qui s'en portaient acquéreurs aspiraient toutes à des succès post-saison. « Tik » compta 72 buts en 186 matches de séries, contre 244 en 877 matches de saison régulière. Son aptitude à marquer des buts importants et son style de jeu agressif furent sa marque de fabrique, mais par-dessus tout, son habileté à déconcentrer l'adversaire avec ce qui fut surnommé le Tiki-Talk ou tikkanais, un mélange coloré de finlandais et d'anglais. Son numéro 5 fut retiré par le Jokerit en septembre 2001.
Tikkanen fut médaillé de bronze aux Jeux olympiques d'hiver de 1998. Il est membre du Temple de la renommée du hockey finlandais.

### Le tikkanais
Le « finlanglais » de Tikkanen fut réputé et si ses adversaires s'en trouvaient déconcertés parce qu'ils ne le comprenaient pas, ses propres coéquipiers souvent ne le comprenaient pas plus. Wayne Gretzky dit une fois « Il amène quelque chose de spécial. Je ne sais pas ce que c'est, mais si vous lui demandez, vous ne comprendrez pas sa réponse ». L'actuel entraîneur-chef des Oilers et ancien coéquipier de Tikkanen Craig MacTavish dit à ce sujet: « Esa parle deux fois plus que tout le monde. C'est parce qu'on ne comprend que la moitié de ce qu'il raconte ».
Même son compatriote Jari Kurri n'était pas immunisé contre le langage mélangeant de Tikkanen. Pendant son séjour à Edmonton, Tikkanen laissa échapper une fois un commentaire particulièrement coloré, à la suite duquel un de leurs coéquipiers se tourna vers Kurri pour lui demander ce qu'il venait d'être dit. Ce dernier se contenta de secouer la tête et de répondre qu'il n'en avait aucune idée.